# S:t Eriks kyrkokör
S:t Eriks kyrkokör var en kör knuten till S:t Eriks Katolska domkyrka och leddes åren 1912-1939 av Axel Nylander. Kören framträdde ofta i radio och medlemmar ur denna kör utgjorde stommen när Radiokören startade sin verksamhet 1925. 
En senare kör med samma namn var knuten till S:t Eriks kyrka i Sollentuna och var verksam från mitten av 1940-talet och omvandlades på 2000-talet till Turebergs kyrkokör.